# Пшчина
Пшчина (пољ. Pszczyna) је град у Пољској у Војводству Шлеском у Повјату pszczyński. Према попису становништва из 2011. у граду је живело 26.066 становника.

## Становништво
Према прелиминарним подацима са пописа, у граду је 2011. живело 26.066 становника.
| 2002.  | 2011.  | 2012.  |
| ------ | ------ | ------ |
| 25.774 | 26.066 | 26.003 |

## Партнерски градови
- Бергиш Гладбах